# Берізка шовковиста
Берізка шовковиста (Convolvulus holosericeus) — вид квіткових рослин родини берізкових (Convolvulaceae).

## Біоморфологічна характеристика
Це трав'яниста багаторічна рослина 10–35 см заввишки, з короткими здеревілими пагонами. Квітконосних стебел кілька, як і листки, вони притиснуто-шовковисто-волосисті. Листки вузько-ланцетні чи лінійно-ланцетні. Квітки зібрані небагатоквітковими верхівковими суцвіттями або по 1–2 на бічних гілочках. Чашолистки здуті, еліптичні. Віночок блідо-жовтий, 2–3 см завдовжки.

## Поширення
Болгарія, Греція, Ірак, Крим, Ліван, Сирія, Північний Кавказ, Південний Кавказ, Туреччина, Македонія.
В Україні вид зростає на кам'янистих і крейдяних схилах — у Криму, зрідка.